# ストーム・シティ
『ストーム・シティ』（原題：DIE STURMFLUT）は、ドイツの映画作品。

## キャスト
| 役名           | 俳優                         | 日本語吹替 |
| -------------- | ---------------------------- | ---------- |
| カチャ         | ナディヤ・ウール             | 北西純子   |
| ユルゲン       | ベンノ・フユルマン           | 風間秀郎   |
| マルクス       | ヤン・ヨーゼフ・リーファース | 遠藤純一   |
|                | ゲッツ・ゲオルグ             |            |
| レンツ         | ナタリア・ヴェルナー         | 唐沢潤     |
| アレクサンダー | ハイナー・ラウターバッハ     | 小島敏彦   |
|                | ベティーナ・ツィママン       |            |
|                | エルマー・ウェッパー         |            |

- その他の声の吹き替え：中島絵美／井上剛／小山武宏／浦山迅／斉藤千恵子／山口夏穂／五王四郎／杉野博臣／居谷四郎／桝谷裕／小田桐一／中島佳代子／西崎果音／小宮山徹／長谷川和哉